# Resolutie 499 Veiligheidsraad Verenigde Naties
Resolutie 498 van de Veiligheidsraad van de Verenigde Naties was de laatste resolutie die de VN-Veiligheidsraad aannam in 1981. Dat gebeurde op 21 december van dat jaar, met unanimiteit van stemmen.

## Achtergrond
Op 12 december 1981 overleed Abdullah el-Erian, die sedert februari 1979 als rechter zetelde in het Internationaal Gerechtshof. Zijn ambtstermijn liep nog tot februari 1988..
Zes kandidaten werden genomineerd voor de verkiezing waarvan vier zich voortijdig terugtrokken. De twee overblijvende kandidaten waren de Algerijnse ambassadeur Mohammed Bedjaoui en de Egyptische ambassadeur Ahmed Esmat Meguid waarvan die eerste verkozen werd.

## Inhoud
De Veiligheidsraad:
- Bemerkt ten spijt het overlijden van rechter Abdullah el-Erian op 12 december.
- Bemerkt verder dat een positie openstaat bij het Internationaal Gerechtshof voor de rest van de ambtstermijn van de overleden rechter die volgens het Statuut van het Hof moet worden ingevuld.
- Bemerkt dat de datum van de verkiezingen om de positie in te vullen moet worden vastgelegd door de Veiligheidsraad.
- Beslist dat de verkiezing zal plaatsvinden op een vergadering van de Veiligheidsraad en een vergadering van de Algemene Vergadering bij het vervolg van diens 36ste sessie.

## Verwante resoluties
- Resolutie 272 Veiligheidsraad Verenigde Naties
- Resolutie 280 Veiligheidsraad Verenigde Naties
- Resolutie 570 Veiligheidsraad Verenigde Naties
- Resolutie 595 Veiligheidsraad Verenigde Naties

Lijst ·  485 ·  486 ·  487 ·  488 ·  489 ·  490 ·  491 ·  492 ·  493 ·  494 ·  495 ·  496 ·  497 ·  498 ·  499